# アフマド (チャガタイ家)
アフマド（Aḥmad ? - 1270年）は、モンゴル帝国の皇族。チンギス・ハーンの次男であるチャガタイの孫ブリの息子。『集史』ではاحمد Aḥmadと記されるが、『元史』などの漢文史料には記載がない。

## 概要
アフマドの父ブリはルーシ遠征に従軍した折、オゴデイ家のグユクとともに総司令官バトゥを宴席にて侮辱した。この一件によってブリはバトゥとの間に怨恨を生じさせ、バトゥの後援によってモンケがカーンに即位するとブリはバトゥによって殺されてしまった。このため、ブリの諸子たちの間には反モンケ政権の傾向があったと見られる。
アフマドの前半生は不明であるが、バラクがチャガタイ・ウルス当主となった頃にはビシュバリク地方でこれに従っていた。バラクがフレグ・ウルスへと侵攻し、カラ・スゥ平原の戦いで大敗するとバラク統治下のチャガタイ・ウルスは動揺し離反者が表れるようになった。このため、バラクは一軍をビシュバリクに派遣し、アフマドを殺害することによって離反者に対する見せしめとした。『ワッサーフ史』によると、バラクによるアフマドの殺害が各地に報ぜられた後、ニクベイやヤサウルといったチャガタイ系諸王は完全にバラクを見限ってカイドゥに臣従したとされ、アフマドの殺害はかえってバラクの政治生命を縮めてしまったようである。
バラクはアフマドを殺した後、ほどなくして亡くなったが、アフマドの子孫は内紛を避けて大元ウルスに逃れてきた。1272年にはアフマドの長子ババがクビライより銀鈔を賜っており、以後アフマドの子孫は大元ウルスに仕え続けチャガタイ・ウルスに戻ることはなかった。

## 子孫
『集史』によるとباباBābāとساتیSātīという二人の息子があり、BabaにはHābīr tīmūr、Qābīr tīmūr、Yūldūz tīmūr)という三人の息子がいたという。『元史』巻107宗室世系表ではコルゲン家の系図に八八大王とその息子合賓帖木児・允禿思帖木児の名前が記されており、『集史』に記されるアフマドの子孫の系図と一致する（合賓帖木児がHābīr tīmūr、Qābīr tīmūrのどちらに当たるかは不明）。このため、コルゲン家の系図の一部はアフマド家の系図が紛れ込んだものと見られる。また、『ヴァッサーフ史』では「ブリの孫アフマドファルの孫シャーディーの子トレ・オグル」という系図が伝えられ、アフマドの孫にアユルバルワダのクーデターに協力して越王に封ぜられた越王トレがいたことが記録されている。
- チャガタイ（Čaγatai, 察合台／چغتاى Chaghatāī）
  - モエトゥケン(Mö'etüken,／مواتوكان Muwātūkān)
    - ブリ(Büri,不里／بورى Būrī)
      - アフマド(احمد Aḥmad)
        - ババ大王(Baba,八八／باباBābā)
          - ハビル・テムル王(Habil-temür,合賓帖木児?／Hābīr tīmūr)
          - カビル・テムル王(Qabil-temür,合賓帖木児?／Qābīr tīmūr)
          - ユルトゥズ・テムル王(Yultuz-temür,允禿思帖木児／Yūldūz tīmūr)

        - シャーディー(『集史』:ساتیSātī／『ヴァッサーフ史』:شادیŠādī)
          - 越王トレ(Töre,禿剌／تولا اغولTūlā aghūl)
            - 豫王アラトナシリ(Aratnaširi,阿剌忒納失里)
            - 西安王ダルマ(Darma,答児麻)